# Nunzio Caroleo
Nunzio Caroleo (Catanzaro, 29 gennaio 1923 – 6 dicembre 1969) è stato un politico italiano.

## Biografia
È stato deputato nella II legislatura (1953-1958) per il Partito Nazionale Monarchico facendo parte della Commissione affari interni fino a giugno 1954 e successivamente della Commissione industria e commercio fino alla fine della legislatura.
È stato anche segretario dell'Ufficio di presidenza dal settembre 1957 a fine legislatura, nel 1958.